# Čeľadice
Čeľadice (bis 1948 slowakisch „Čalad“ – bis 1927 „Čalád“; ungarisch Család) ist eine slowakische Gemeinde im Okres Nitra und im Nitriansky kraj mit 1109 Einwohnern (Stand 31. Dezember 2024).

## Geographie
Die Gemeinde befindet sich Westteil des Hügellands Žitavská pahorkatina (Teil des Donauhügellands), südlich des Gebirges Tribeč, beiderseits des Baches Čeľadinský potok (lokal auch Rabona genannt) im Einzugsgebiet der Žitava. Das Ortszentrum liegt auf einer Höhe von 170 m n.m. und ist 16 Kilometer von Nitra entfernt.
Nachbargemeinden sind Kolíňany im Norden, Beladice im Nordosten und Osten, Malé Chyndice im Südosten, Klasov und Babindol im Süden, Dolné Obdokovce im Südwesten und Hosťová im Nordwesten.

## Geschichte

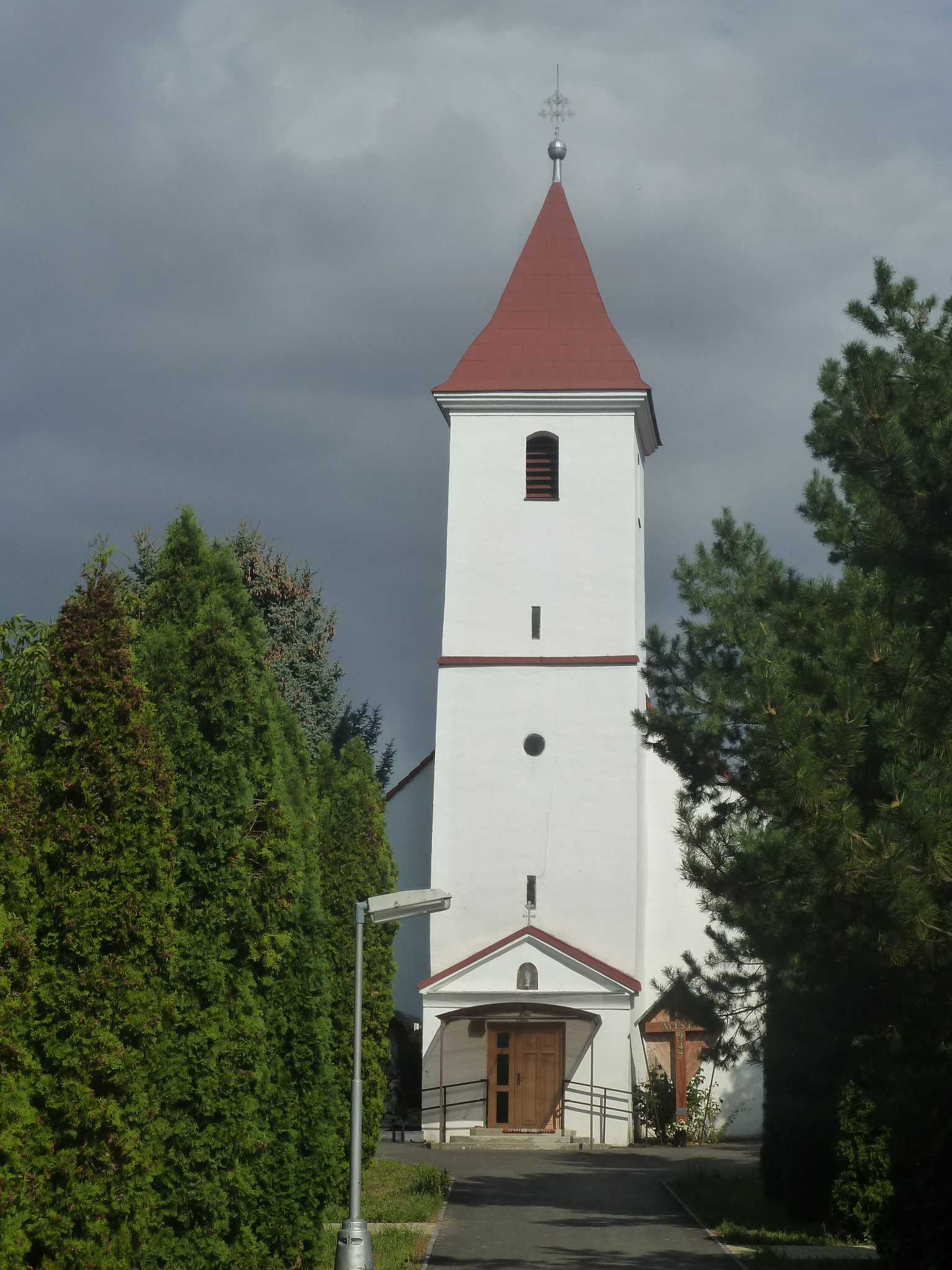
Kirche in Čeľadice

Čeľadice wurde zum ersten Mal 1113 als Scala schriftlich erwähnt, als Teil des Herrschaftsgebiets der Neutraer Burg, das direkt an Güter der Abtei am Zobor grenzte. 1312 bestand eine Pfarrei im Ort. 1316 gehörte das Dorf einem gewissen Georg von Gyarmat, 1374 den Familien Családi und Ludányi, 1616 dem Geschlecht Forgách und später Familien wie Bacskády, Emódy, Hunyadi, Jánoky, Simányi und weiteren. 1715 besaß Čeľadice einige Weingärten und hatte 10 Haushalte, 1828 zählte man 59 Häuser und 411 Einwohner, die als Landwirte und Hilfsarbeiter beschäftigt waren.
Bis 1918 gehörte der im Komitat Neutra liegende Ort zum Königreich Ungarn und kam danach zur Tschechoslowakei beziehungsweise heute Slowakei.

## Bevölkerung
| Jahr                | 1994 | 2004    | 2014     | 2024     |
| ------------------- | ---- | ------- | -------- | -------- |
| Anzahl der Personen | 786  | 762     | 930      | 1109     |
| Unterschied         |      | −3,05 % | +22,04 % | +19,24 % |

| Jahr                | 2023 | 2024    |
| ------------------- | ---- | ------- |
| Anzahl der Personen | 1075 | 1109    |
| Unterschied         |      | +3,16 % |

Gemäß der Volkszählung 2011 wohnten in Čeľadice 914 Einwohner, davon 878 Slowaken, neun Magyaren, vier Tschechen, zwei Ukrainer und ein Pole. 20 Einwohner machten keine Angabe zur Ethnie.
776 Einwohner bekannten sich zur römisch-katholischen Kirche, vier Einwohner zur Pfingstbewegung, drei Einwohner zur griechisch-katholischen Kirche, zwei Einwohner zur Evangelischen Kirche A. B. sowie jeweils ein Einwohner zu den Zeugen Jehovas und zur orthodoxen Kirche; acht Einwohner bekannten sich zu einer anderen Konfession. 63 Einwohner waren konfessionslos und bei 56 Einwohnern wurde die Konfession nicht ermittelt.

## Bauwerke
- römisch-katholische Kirche im romanischen Stil aus dem 12. Jahrhundert, im 19. Jahrhundert umgebaut